# Cheilanthes goyazensis
Cheilanthes goyazensis là một loài thực vật có mạch trong họ Adiantaceae. Loài này được (Taub.) Domin miêu tả khoa học đầu tiên năm 1913.